# Escíncid de llengua blava
Escíncid de llengua blava o llangardaix de llengua blava (Tiliqua scincoides) es una espècie de tiliqua. És originària d'Austràlia i també de l'illa de Tanimbar (Indonèsia).

## Descripció
Es tracta d'una gran espècie de llengua blava terrestre que mesura més de 60 centímetres de llarg i més d'1 quilo de massa. Té un cos robust i potes curtes. És de color variable, però generalment té un patró de bandes. La llengua és de color blau-violeta fins a blau cobalt. L'utilitza, com la majoria dels animals de l'ordre Squamata, per recollir informació de l'ambient per lliurar-les als òrgans sensorials com a sentit "olfacte" mitjançant la punta. La llengua de l'esquinc de llengua blava també és útil per capturar preses, ja que està recoberta d'un moc enganxós per preservar la tensió superficial en moviment per atraure un insecte de nou a la boca. A causa de la seva característica llengua blava i la seva naturalesa curiosa, és un animal de companyia popular als països occidentals.
Aquest llangardaix és diürn, actiu durant el dia. És omnívor, s'alimenta d'insectes, cargols, granotes, altres rèptils, ocells petits, petits mamífers, carronya, part de material vegetal, fruits i altra vegetació. És ovovivípar, pareixen rèptils ja vius. La ventrada de la femella pot tenir un rang d'entre 5 a 25 cries. Se sap que aquesta espècie viu més de 30 anys. És un animal adaptable, sovint es troba habitant a les zones urbanes i suburbanes, incloses les zones residencials de Sydney. Es considera beneficiós en aquestes zones, ja que combat contra les plagues del jardí com els llimacs i els cargols.
Quan està amenaçat, pot xiular i revelar la seva llengua blava, sorprenent els possibles depredadors.
Hi ha moltes localitats i variacions de color establertes per a cadascuna. Les llengües blaves orientals poden tenir una fase verda o groga, poden tenir bandes oculars o no i tenir un aspecte diferent procedent de la zona de Brisbane i altres. En captivitat, els criadors han expressat albinisme i hipermelanisme. Els del nords són d'aspecte clàssic/estàndard o tacats de la regió de Kimberley i del parc nacional Prince Regent. En captivitat, els criadors han expressat coloracions exagerades que poden ser vermelles, grogues, taronges, caramel, blanques i altres.

## Galeria

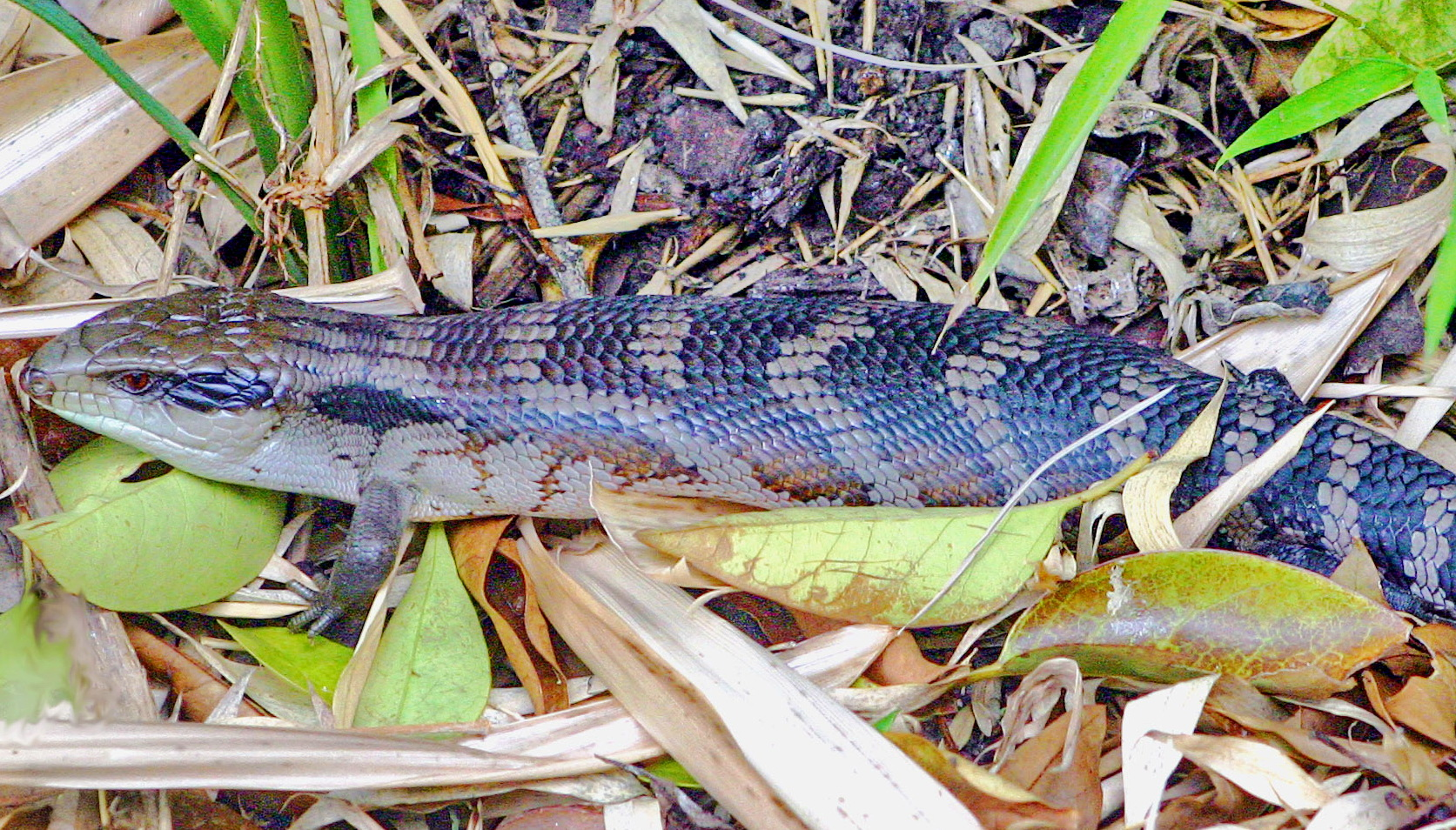
Escínid de llengua blava oriental
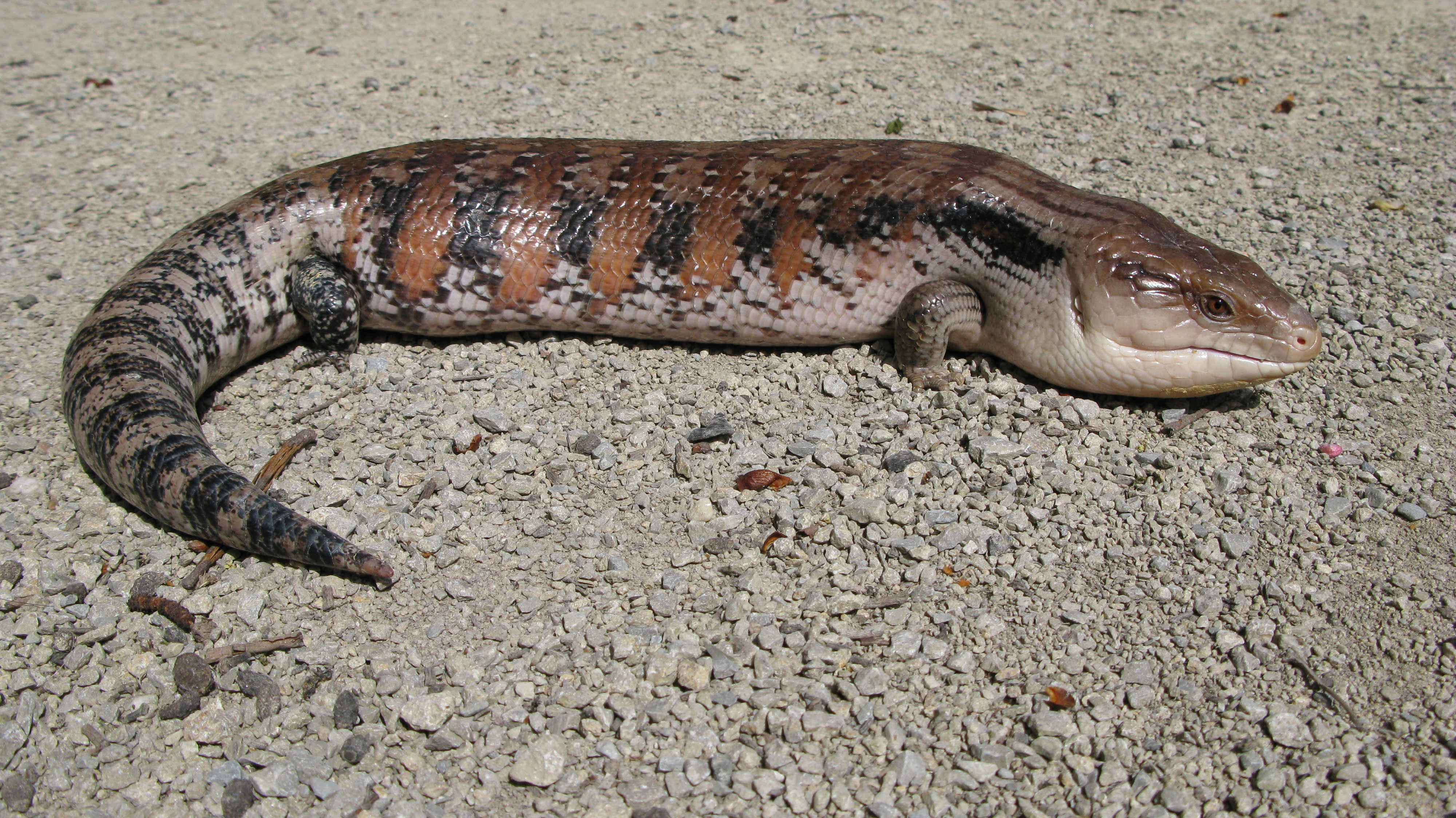
Escínid de llengua blava del nord